# Bos domesticus
Bos domesticus (балійська корова, балійський бантенг, або бик балійський) — вид оленеподібних (Artiodactyla) ссавців з родини бикових (Bovidae). Це одомашнений вид великої рогатої худоби, який походить від бантенга (Bos javanicus). Bos domesticus є важливим джерелом м'яса і використовується для оранки. Вважається, що вони походять з Балі.

## Історія й поширення
Bos domesticus є одним з небагатьох видів великої рогатої худоби, яка не походить від вимерлого тура. Одомашнення B. domesticus відбулося приблизно в 3500 році до нашої ери, походячи від бантенга.
Балійська корова була завезена до Східного Тимору, Яви, Малайзії та Австралії як худоба, і становить близько однієї чверті від загальної популяції великої рогатої худоби Індонезії. На східних островах вони становлять до чотирьох п'ятих великої рогатої худоби. У Північній території Австралії вони втекли з неволі і кочують великими стадами, завдаючи шкоди посівам.

## Характеристики
Балійська корова має горб, білу ділянку огузка, білі панчохи та білий колір, що розширюється під животом. Самиці червонувато-жовті, а самці червонувато-коричневі, з дозріванням стають темно-коричневими. Порівняно з бантенгом, балійська корова менша, демонструє менш очевидний статевий диморфізм, має менші роги та менш розвинену холку. Маса тіла самців в середньому становить від 335 до 363 кілограмів, тоді як самиці в середньому від 211 кілограмів до 242 кілограмів. Балійська корова відрізняється чудовою здатністю рости на неякісних кормах і високою плодючістю.